# Jamesport (Misuri)
Jamesport es una ciudad ubicada en el condado de Daviess en el estado estadounidense de Misuri. En el Censo de 2010 tenía una población de 524 habitantes y una densidad poblacional de 360,64 personas por km².

## Geografía
Jamesport se encuentra ubicada en las coordenadas 39°58′29″N 93°48′9″O / 39.97472, -93.80250. Según la Oficina del Censo de los Estados Unidos, Jamesport tiene una superficie total de 1.45 km², de la cual 1.45 km² corresponden a tierra firme y (0%) 0 km² es agua.

## Demografía
Según el censo de 2010, había 524 personas residiendo en Jamesport. La densidad de población era de 360,64 hab./km². De los 524 habitantes, Jamesport estaba compuesto por el 95.99% blancos, el 0% eran afroamericanos, el 0.19% eran amerindios, el 0.38% eran asiáticos, el 0% eran isleños del Pacífico, el 0% eran de otras razas y el 3.44% pertenecían a dos o más razas. Del total de la población el 0.57% eran hispanos o latinos de cualquier raza.